# Robin Mathews
Robin Mathews ist eine amerikanische Maskenbildnerin, die seit Beginn ihrer Karriere Anfang der 2000er Jahre an rund 60 Film- und Fernsehproduktionen beteiligt war. Bei der Oscarverleihung 2014 wurde sie für ihre Arbeit bei Dallas Buyers Club zusammen mit Adruitha Lee mit dem Oscar in der Kategorie Bestes Make-up und Beste Frisuren ausgezeichnet. Ihre Arbeit umfasste insbesondere die Darstellung des körperlichen Verfalls der Protagonisten infolge ihrer AIDS-Erkrankung und dies mit einem Budget von nur 250 Dollar. Mathews wurde als Tochter der Sopranistin Vicki Fisk in New Orleans geboren. Neben ihrer Arbeit als Maskenbildnerin übernahm sie 2001 bei Van Hook und 2007 bei Into the Wild auch Schauspielparts.

## Filmografie (Auswahl)
- 2000: Robbers
- 2000: Die Liebesbucht (Passion Cove, Fernsehserie)
- 2001: Van Hook
- 2002: 11'09''01 - September 11
- 2002: Der Duft des Wahnsinns (The Rose Technique)
- 2002: Playboy: More Sexy Girls Next Door
- 2002: Sexy Urban Legends (Fernsehserie)
- 2003: Totally Busted (Fernsehserie)
- 2003: Playboy: Hot Lips, Hot Legs
- 2003: At Large with Geraldo Rivera (Dokumentar-Fernsehserie)
- 2003: Playboy: Inside the Sexy Girls Next Door House
- 2004: Pornucopia: Going Down in the Valley (Fernseh-Mehrteiler)
- 2004: Frankenstein (Fernsehfilm)
- 2004: Torn Apart (Fernsehfilm)
- 2004: Attentat auf Richard Nixon (The Assassination of Richard Nixon)
- 2004: Home of Phobia
- 2005: AbServiert (Waiting...)
- 2005: Shot Myself (Kurzfilm)
- 2005: Criss Angel Mindfreak (Fernsehserie)
- 2005: Heartless (Fernsehfilm)
- 2005: Man of God
- 2006: Déjà Vu – Wettlauf gegen die Zeit (Déjà Vu)
- 2006: Das Spiel der Macht (All the King’s Men)
- 2006: Road House 2 (Road House 2: Last Call)
- 2006: Call to Greatness (Fernsehserie)
- 2006: Five Fingers
- 2006: Noch einmal Ferien (Last Holiday)
- 2006: Spiel auf Sieg (Glory Road)
- 2007: Der Nebel (The Mist)
- 2007: Into the Wild
- 2008: All in – Alles oder nichts (Deal)
- 2008: Katie Morgan's Sex Tips: Questions, Anyone? (Fernseh-Dokumentarfilm)
- 2008–2012: Sons of Anarchy (Fernsehserie)
- 2009: New Moon – Biss zur Mittagsstunde (The Twilight Saga: New Moon)
- 2009: Final Destination 4 (The Final Destination)
- 2009: Kill Theory (makeup and special effects makeup designer)
- 2009: Katie Morgan's Sex Tips 2: Any More Questions? (Fernseh-Dokumentarfilm)
- 2010: Eclipse – Biss zum Abendrot (The Twilight Saga: Eclipse)
- 2010: The Runaways
- 2010: Willkommen bei den Rileys (Welcome to the Rileys)
- 2011: Catch .44 – Der ganz große Coup (Catch .44)
- 2011: Jeff, der noch zu Hause lebt (Jeff, Who Lives at Home)
- 2012: So Undercover
- 2012: Fire with Fire – Rache folgt eigenen Regeln (Fire with Fire)
- 2012: Rizzoli & Isles (Fernsehserie)
- 2012: Freelancers
- 2012: The Paperboy
- 2012: Why Stop Now?
- 2012–2013: The Voice (Fernsehserie)
- 2013: Ender’s Game – Das große Spiel (Ender’s Game)
- 2013: Das Tor zu Hölle (Nothing Left to Fear)
- 2013: Dallas Buyers Club
- 2013: The Pardon
- 2013: Die fantastische Welt von Oz (Oz the Great and Powerful)
- 2014: About a Boy (Fernsehserie)
- 2014: Der große Trip – Wild (Wild)
- 2014: When the Game Stands Tall
- 2015: Man Down
- 2015: Aether: Prologue (Kurzfilm)
- 2015: The Culling